# アレクサンドル＝フランソワ・デポルト
アレクサンドル＝フランソワ・デポルト（Alexandre-François Desportes、1661年2月24日 - 1743年4月20日）はフランスの画家である。動物画や静物画を描いた。

## 略歴
アルデンヌ県のシャンピニュ(Champigneulle)の豊かな農家に生まれた。1763年にパリにでて、有名なフランドルの動物画家、フランス・スナイデルスの弟子のニカシウス・ベルナエルツ(Nicasius Bernaerts:1620-1678)に学んだ。1692年にパリで結婚した。1692年から1693年の間にしばらくゴブラン織の王立工場で働いた後、1695年にポーランドを訪れ、ポーランド王ヤン3世の肖像画を描いた。1896年にパリに戻ると装飾画家として働いた。1699年に王立絵画彫刻アカデミーの会員に選ばれた。
1700年から亡くなるまで、王室の宮殿の装飾画を描き、国王のルイ14世やルイ15世はデポルトに、愛犬の絵を描くことを依頼した。王の狩猟の旅に同行し、狩りの現場でスケッチするノートを持ち歩いた。
デポルトが亡くなった後、スタジオに残された作品のいくつかは、セーヴル焼の図柄に採用された。

## 作品

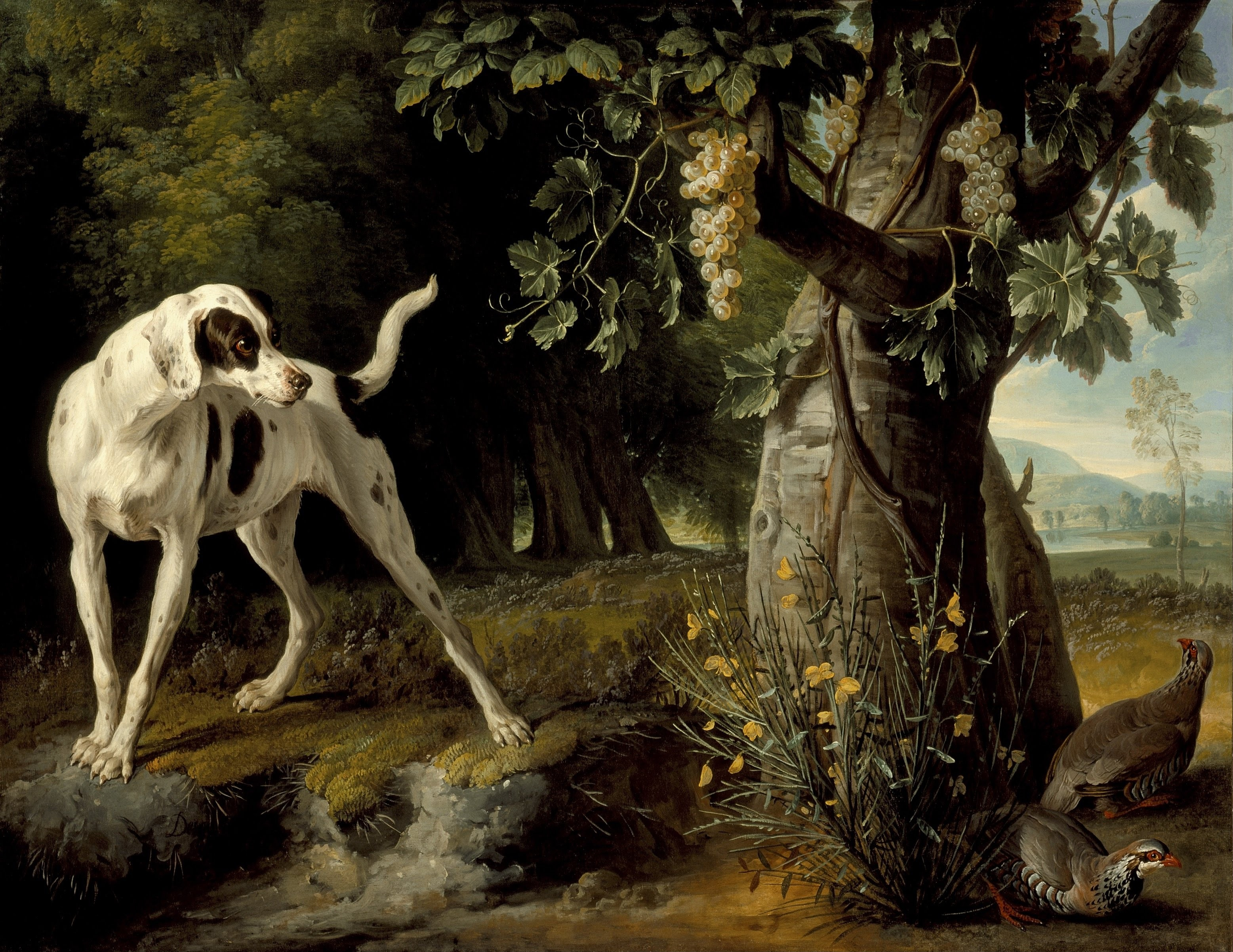
「犬とウズラ」(1719)
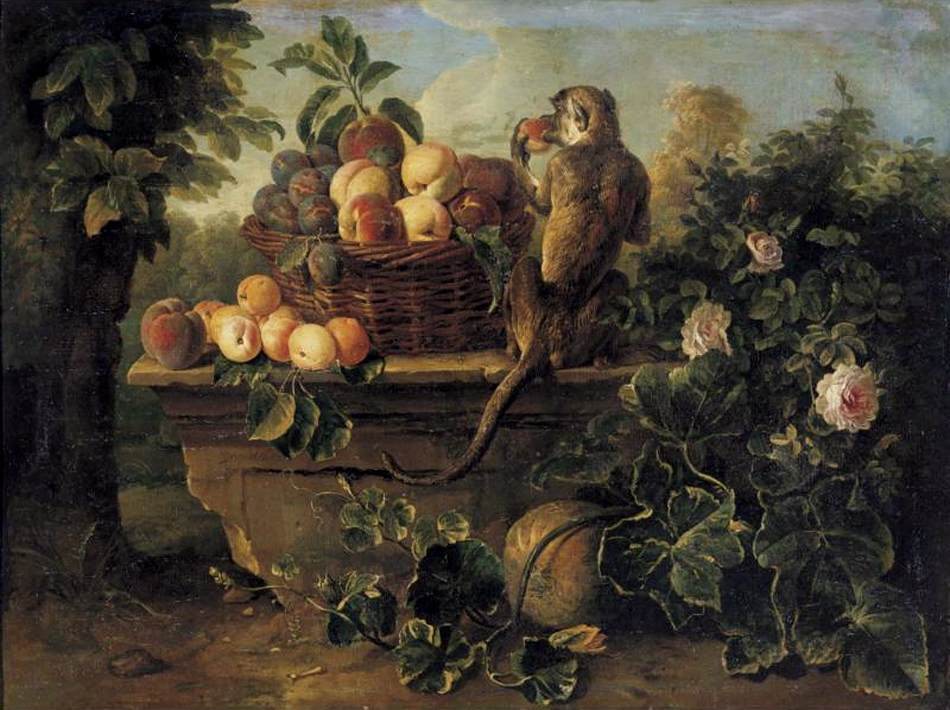
「サルのいる静物画」(1725)
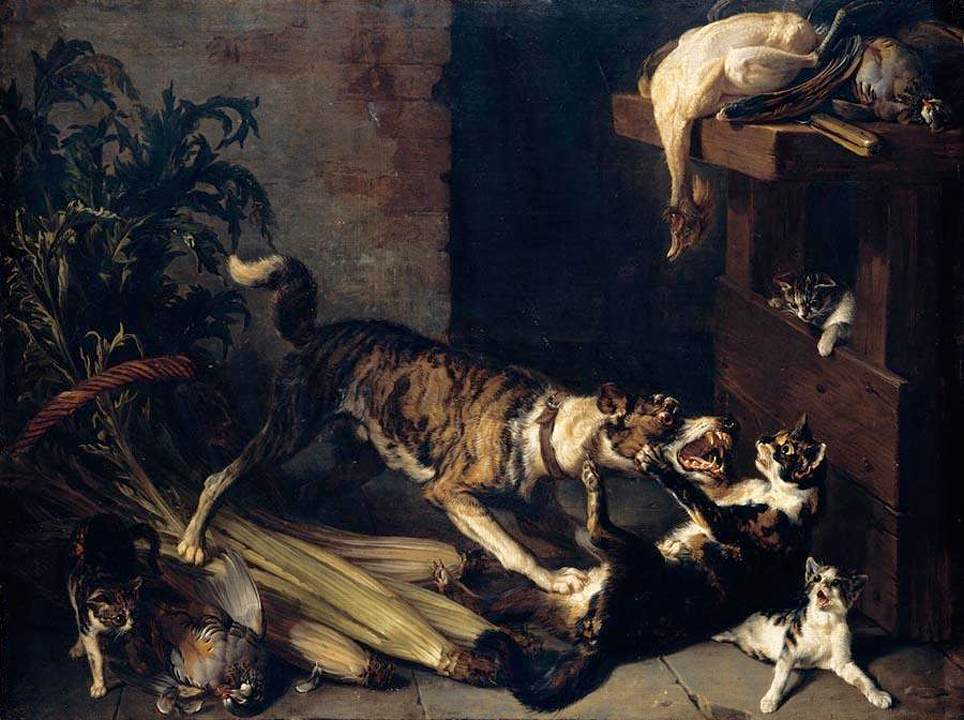
「台所で争う犬と猫」(1710)

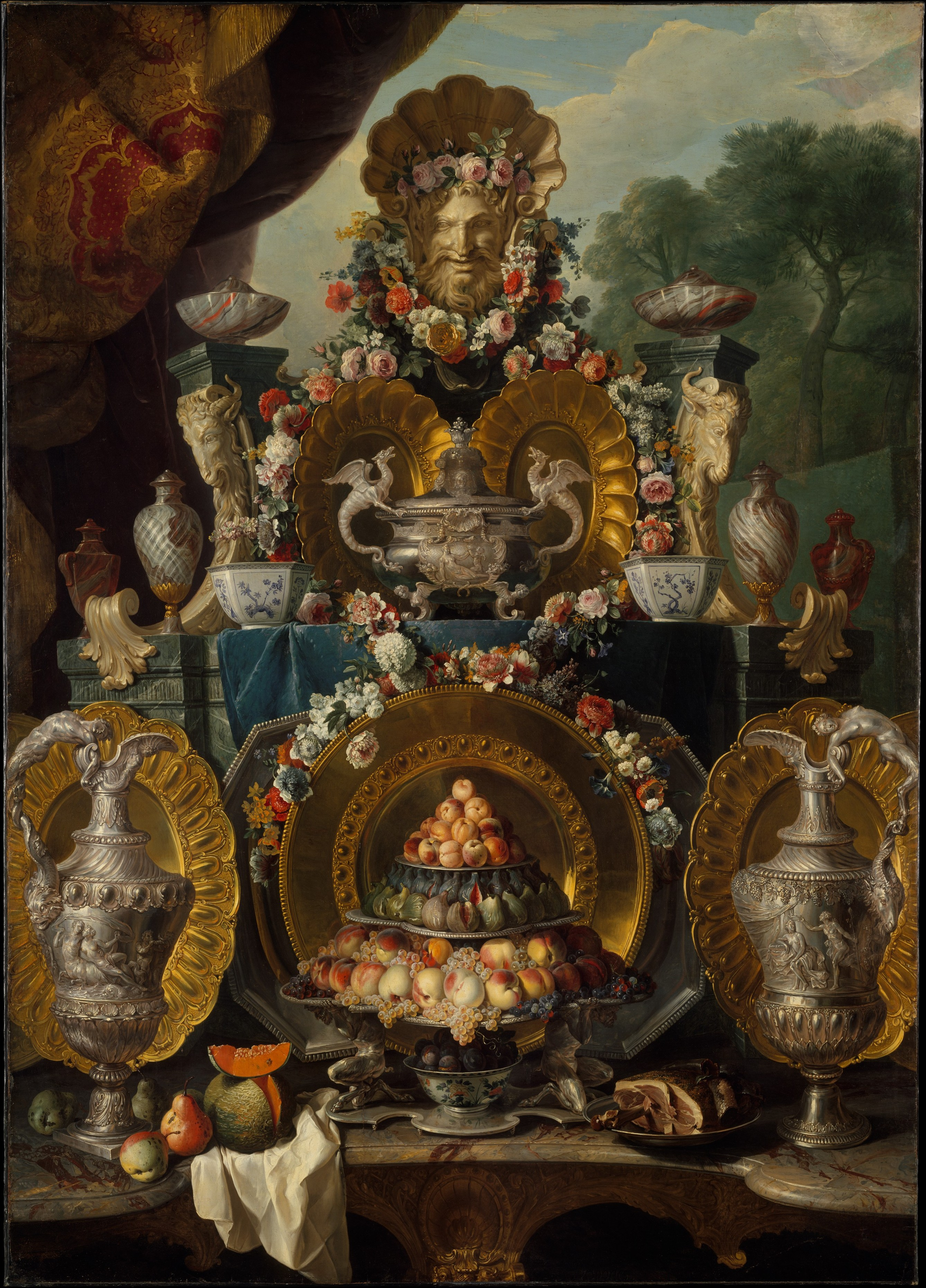
「銀食器と静物」
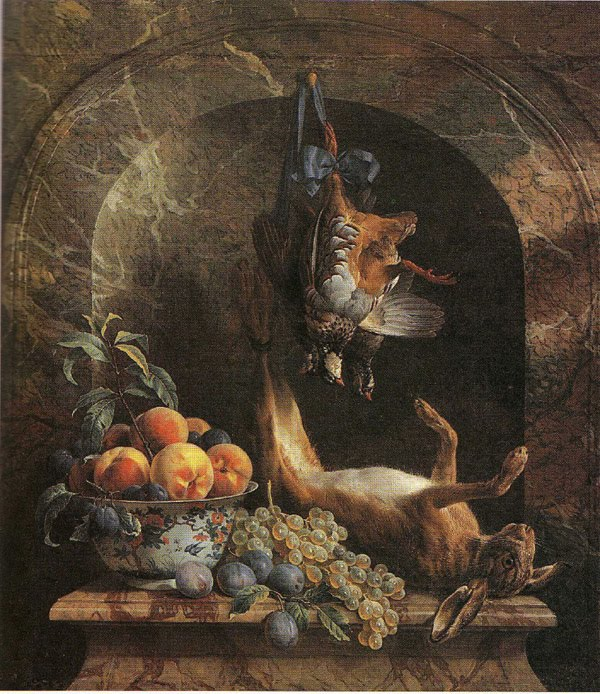
ジビエと果物のある
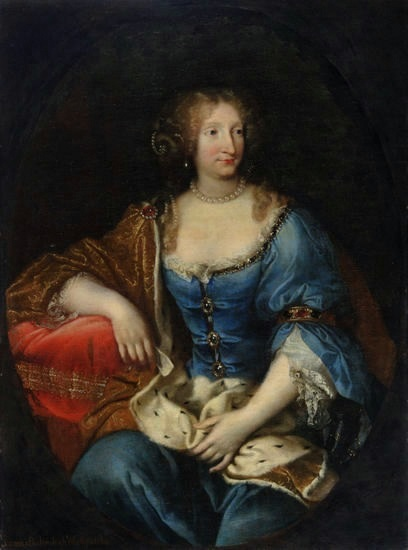
ルイーズ・マリー・カジミール・ド・ラ・グランジュ
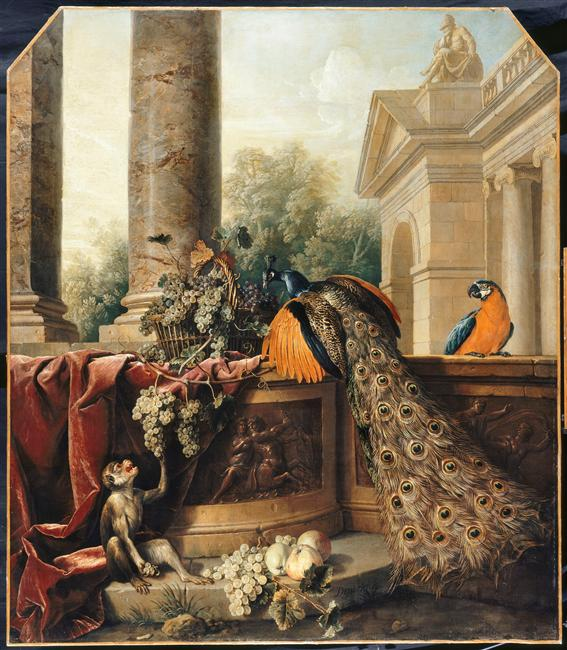
孔雀のいる静物画